# Высока-при-Мораве
Высока-при-Мораве (словац. Vysoká pri Morave, венг. Nagymagasfalu, нем. Hochstetten) — деревня в юго-западной Словакии в составе района Малацки в Братиславском крае.
Расположена в исторической области Словакии — Загорье на западном склоне Малых Карпат на левом берегу Моравы, которая протекает по границе с Австрией в 26 км к северо-западу от столицы г. Братислава.
Население Высока-при-Мораве — 2273 жителей (2021). Площадь — 33,53 км², плотность населения — 69,1 чел./км².

## История
Впервые упоминается в письменных источниках в 1271 году под именем Знойса. В XVI веке в деревню прибыли хорватские поселенцы, спасавшиеся от турок с юга. Жители занимались земледелием и рыболовством.

## Население
| Год:                | 1994 | 2004    | 2014     | 2024    |
| ------------------- | ---- | ------- | -------- | ------- |
| Количество человек: | 1790 | 1919    | 2211     | 2221    |
| Разница:            |      | +7,20 % | +15,21 % | +0,45 % |

## Достопримечательности

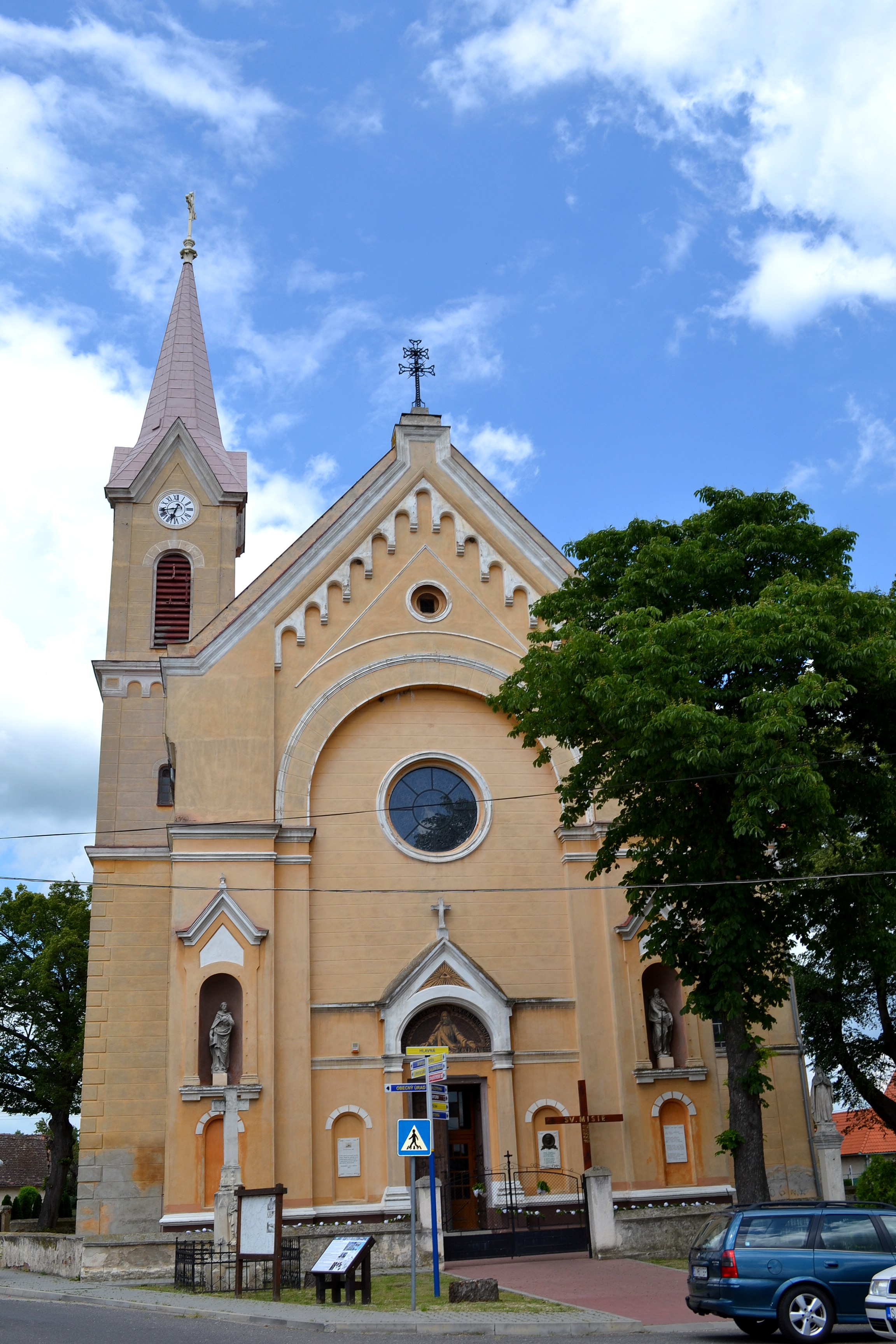
Церковь апостола Андрея Первозванного

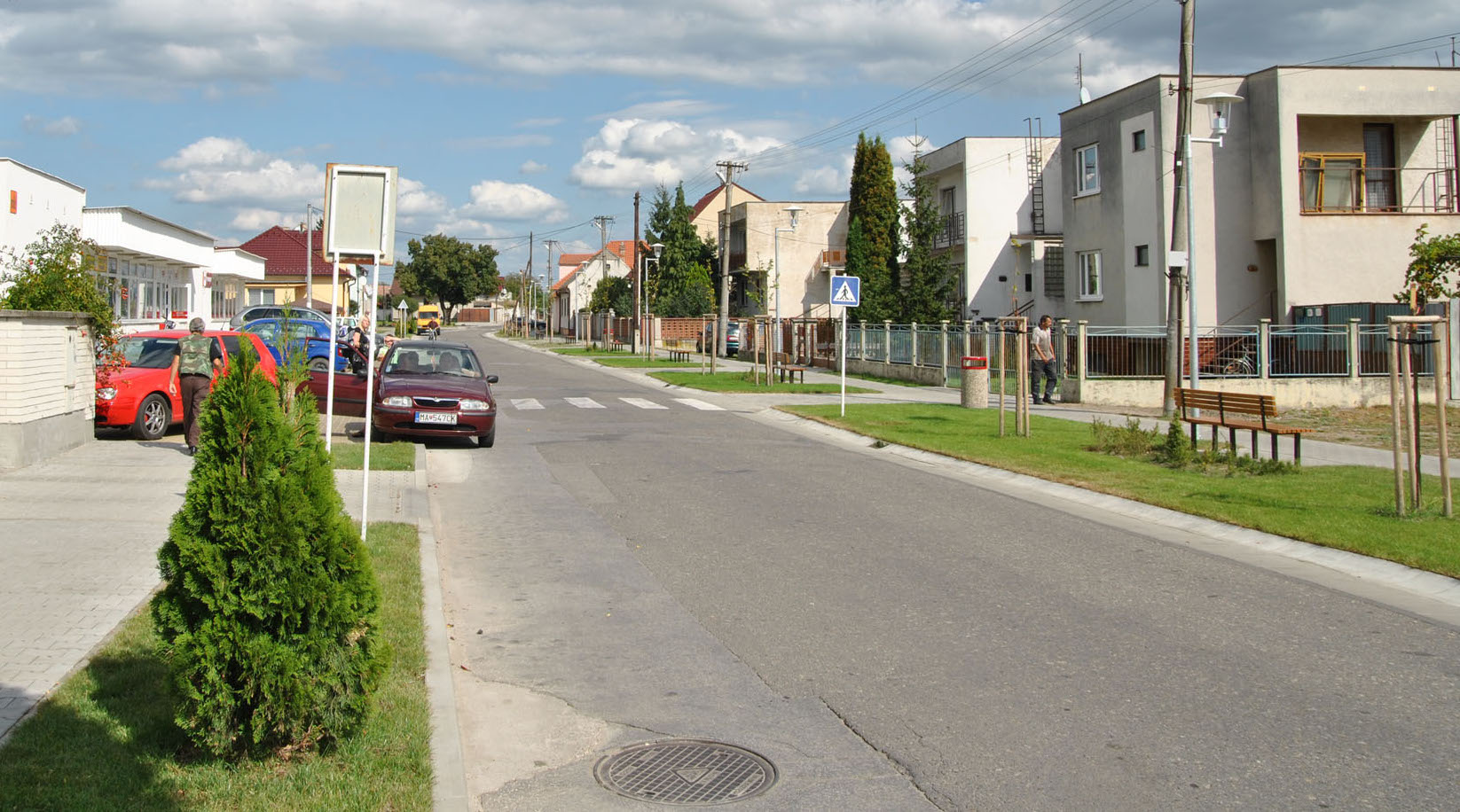
Высока-при-Мораве

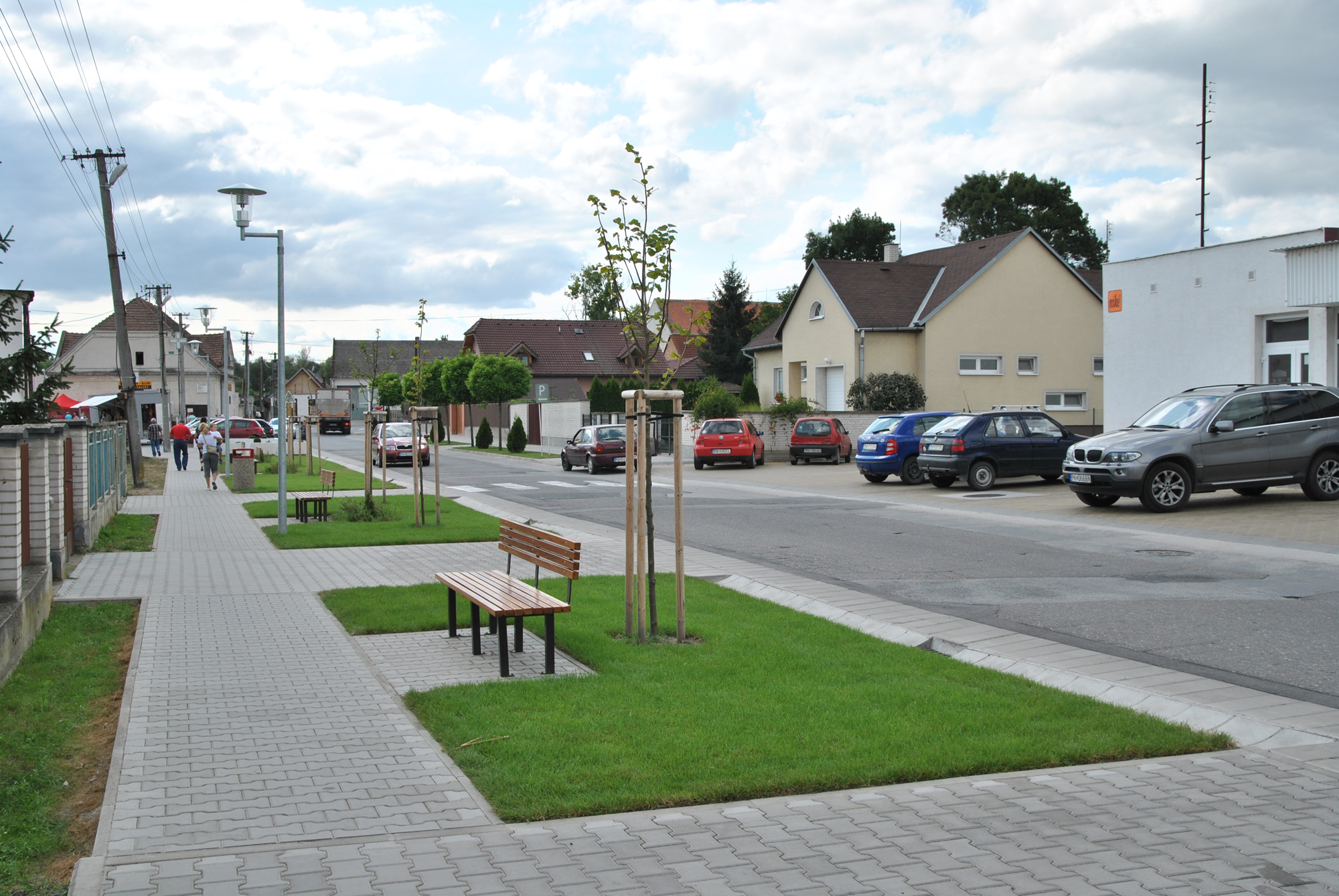
Высока-при-Мораве

- Римско-католическая церковь апостола Андрея Первозванного в стиле барокко, построенная в 1660 году и расширенная в 1892 году.
- Часовни св. Роха, св. Венделя и св. Иоанна Непомуцкого XIX века.

## Известные уроженцы
- Халмаи, Золтан (1881—1956) — венгерский пловец, двукратный чемпион и пятикратный призёр летних Олимпийских игр.